# Moldeo en cáscara
El proceso industrial conocido como moldeo en cáscara es una variedad del moldeo, proceso básico que se basa en el vertido de metal líquido, obtenido mediante fundición, en unos moldes con la forma de la pieza deseada etc.

## Introducción
La fundición a través de conformación de moldes tipo cáscara, también conocido como Shell Molding, se puso en práctica por primera vez en la década de los 40 durante la Segunda Guerra Mundial en Alemania por Johannes Croning. Ha crecido de manera significativa, ya que pueden producir a bajo coste muchos tipos de fundición con estrechas tolerancias dimensionales y un buen acabado superficial. El nivel de precisión de las piezas producidas a través de moldeo en cáscara es menor que aquel alcanzado con la técnica de fundición a la cera perdida, sin embargo es mayor que el alcanzado a través de las técnicas convencionales de molde de arena.

## Materiales esenciales
- Arena de sílice seca.
- Resinas termoestables en polvo, como el fenol formaldehído.
- Placas modelo para el moldeo, tiene que cumplir unos requisitos mínimos, deben ser buenos conductores y tener una alta resistencia térmica, por lo que suelen ser de fundición.

## Procedimiento

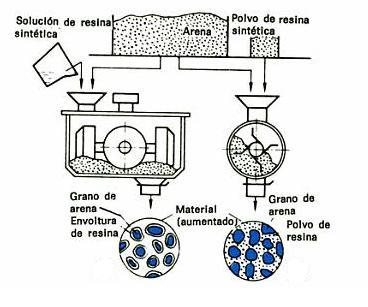
Mezcla de arena y aglutinante.

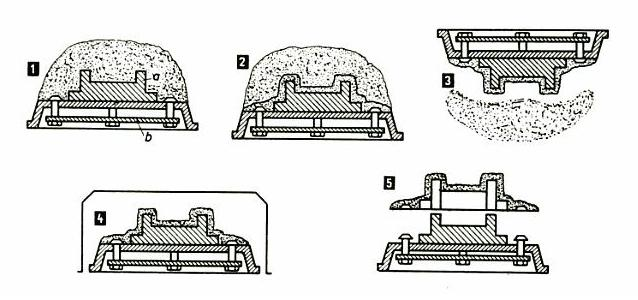
Extracción de la cáscara.

Se efectúa en máquinas especiales que esencialmente constan de una caja depósito en cuya tapa se fija la placa modelo. 
En primer lugar, calentaremos un modelo hecho de metal ferroso o de aluminio a 175 °C-370 °C , posteriormente se recubre con un agente separador como el silicio y se sujeta a la caja.
La caja contiene arena fina mezclada con 2.5-4% de aglutinante de resina termoestable, que recubre las partículas de arena. La caja se voltea y la mezcla de arena cae sobre la superficie del modelo, permitiendo que la arena recubra dicho modelo.
Todo el conjunto se coloca entonces en un horno durante un corto periodo de tiempo para completar el curado de la resina, quedando una "cáscara". En la mayor parte de las máquinas de moldeo en cáscara, el horno es una caja metálica con quemadores de gas, que giran sobre el molde de cascarón para curarlo. El cascarón se endurece alrededor del modelo y es retirado de éste mediante bujes de eyección incorporados. De esta manera se hacen dos medios cascarones, que se pegan o se juntan en preparación para el vaciado.
El espesor del cascarón se puede determinar con precisión mediante el control del tiempo de contacto del modelo con el molde. De esta manera, se puede formar el cascarón con la resistencia y rigidez requeridas para que soporte el peso del líquido fundido. Los cascarones son ligeros y delgados (por lo general 5 mm-10mm), y en consecuencia sus características térmicas son distintas de las de moldes más gruesos.
La arena del cascarón tiene menor permeabilidad que la arena que se utiliza para el moldeo en arena verde, ya que para el moldeo en cáscara se utiliza una arena de un tamaño de grano mucho más pequeño. La descomposición del aglutinante del cascarón de arena también produce un elevado volumen de gas; a menos que los moldes estén correctamente ventilados, el aire y el gas atrapados pueden causar serios problemas en el moldeo en cáscara de fundiciones ferrosas.
Los moldes en cascarón por lo general se vacían por la línea de partición horizontal y también pueden estar soportados en arena. Las paredes del molde son relativamente lisas, ofreciendo poca resistencia al flujo del metal fundido y produciendo fundiciones con esquinas más agudas, secciones más delgadas y proyecciones más pequeñas de lo que es posible en moldes de arena verde. Con el uso de sistemas de múltiples compuertas, se pueden producir varias piezas coladas en un solo molde.
Prácticamente cualquier metal es adecuado para la fundición mediante el proceso de moldeo en cáscara y dependiendo de varios factores de producción puede resultar más económico que los demás procesos de fundición. El coste de los aglutinantes de resina queda compensado en parte por el hecho de que solamente se necesita una vigésima parte de la arena utilizada en la fundición en arena. El coste relativamente elevado de los modelos de metal se convierte en un factor de poca importancia conforme se incrementa el tamaño de los lotes de producción.
La elevada calidad de la pieza terminada puede reducir de manera significativa los costes de acabado, mecanizado, etc. Las aplicaciones del moldeo en cáscara incluyen pequeñas piezas mecánicas que requieren alta precisión, como alojamientos para engranajes, cabezas de cilindros y bielas; el proceso es también ampliamente utilizado en la producción de moldeo de alta precisión.

## Ventajas
- Buen acabado superficial, eliminando así, casi por completo, los defectos superficiales.
- Tolerancias de 0.5% frente al 1.5% en el moldeo ordinario.
- Moldes estables, adecuados para la fabricación en serie.
- Se evita la mecanización de piezas, debido a la gran precisión obtenida en los resultados.
- Se pueden producir formas más complejas con menos mano de obra.
- Automatización del proceso con relativa facilidad.
- Menor necesidad de arena para producir los moldes, lo cual reduce costes en producciones de amplios lotes.

## Inconvenientes
- Coste elevado en la producción de pequeños lotes de piezas.
- Las piezas no pueden ser muy voluminosas; las mayores obtenidas son de unos 100 kg.
- Las placas  modelo tienen que ser siempre metálicas y con elevada precisión dimensional; por ello  resultan caras.
- Las arenas y las resinas son mucho más caras que los materiales empleados en el moldeo ordinario.
- Menor permeabilidad de los moldes.
- El molde produce gases por la descomposición del aglutinante.

## Productos elaborados con moldeo en cáscara

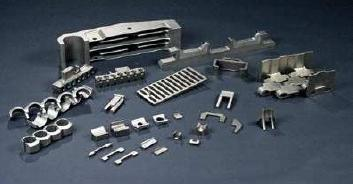

- Piezas para los sectores del ferrocarril, automoción, camión, maquinaria agrícola, etc.
- Piezas en materiales refractarios para centrales térmicas, plantas siderúrgicas, plantas incineradoras, hornos de tratamiento, etc.
- Piezas para motores y compresores, de alta calidad superficial y final paredes.
- Eslabones de cadena y otras piezas sometidas a altas exigencias mecánicas.